# Almendares
Almendares (hiszp. Río Almendares) – rzeka na Kubie, w zachodniej części wyspy. Płynie przez Hawanę, następnie wpływa do Cieśniny Florydzkiej. Liczy 45 km długości; powierzchnia dorzecza – 402 km².
W końcowym biegu rzeka rozdziela hawańskie dzielnice Vedado (na brzegu wschodnim) i Miramar (na zachodzie). Nad jej ujściem znajduje się XVII-wieczny fort Santa Dorotea de Luna de La Chorrera. Nazwa Almendares pochodzi od XVII-wiecznego hiszpańskiego biskupa, który według podań miał ozdrowieć w następstwie pobytu nad rzeką.
Rzeka stanowi źródło wody pitnej dla Hawany w ilości 330 GL/rok.